# Homo heidelbergensis

Homo heidelbergensis (de asemenea H. sapiens heidelbergensis) este o specie sau subspecie extinctă de om arhaic care a existat în timpul Pleistocenului mijlociu.
A fost încadrat ca subspecie a H. erectus în 1950 ca H. e. heidelbergensis, însă spre sfârșitul secolului, a fost clasificat ca specie proprie. Se dezbate dacă H. heidelbergensis se constrânge sau nu numai la Europa sau include și exemplare africane și asiatice. Acest lucru este în continuare confuz deoarece specimenul tip (Mauer 1), care este o mandibulă, prezintă anumite trăsături care lipsesc în general la specimenele din Pleistocenul mijlociu. Astfel, se dezbate dacă unele dintre aceste specimene ar putea fi împărțite în propria lor specie sau într-o subspecie de H. erectus. 
H. heidelbergensis este considerat o cronospecie, care evoluează dintr-o formă africană de H. erectus (uneori numită H. ergaster), și, prin convenție, plasat ca cel mai recent strămoș comun între oamenii moderni (H. sapiens sau H. s. sapiens) și neanderthalieni (H. neanderthalensis sau H. s. neanderthalensis). În Pleistocenul mijlociu, dimensiunea creierului era în medie de aproximativ 1.200 cm3, comparabilă cu oamenii moderni. Înălțimea în Pleistocenul mijlociu poate fi estimată doar din rămășișele din 3 localități: Sima de los Huesos, Spania, 169,5 cm pentru bărbați și 157,7 cm pentru femei; 165 cm pentru o femeie din Jinniushan, China; și 181,2 cm pentru un exemplar din Kabwe, Zambia. La fel ca neanderthalienii, aveau pieptul larg și erau în general robuști.
Probabil că focul a devenit o parte integrantă a vieții de zi cu zi acum 400.000 de ani în urmă și acest lucru coincide aproximativ cu ocuparea permanentă și mai răspândită a Europei (peste 45 °N) și apariția tehnologiei care a dus la crearea sulițelor. Este posibil să fi reușit să realizeze strategii de vânătoare coordonate și, în mod similar, par să fi avut o dependență mai mare de carne.

## Taxonomie

### Istoricul cercetărilor

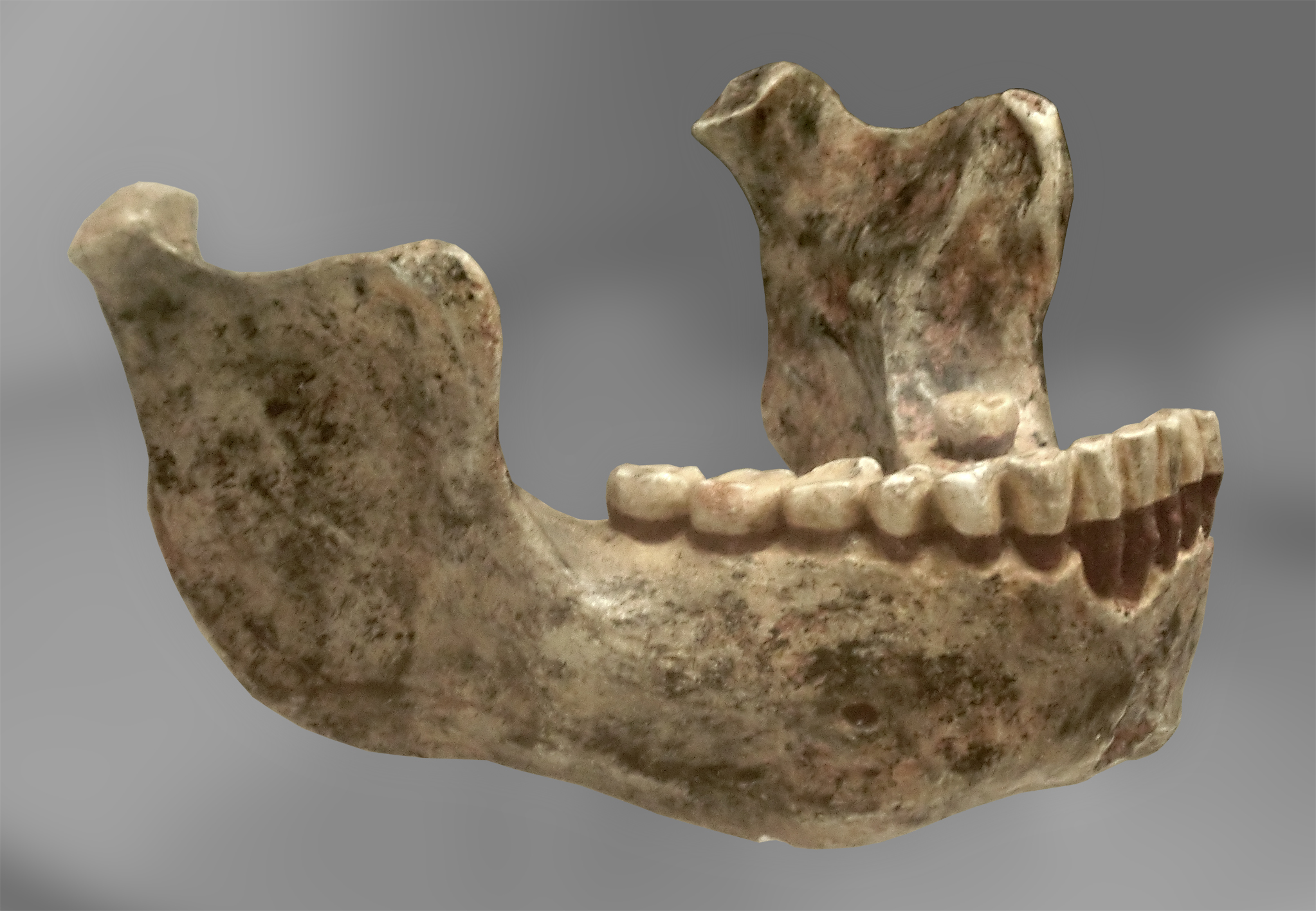
Specimenul tip Mauer 1

Prima fosilă, Mauer 1 (mandibulă), a fost descoperită de un muncitor în Mauer, la sud-est de Heidelberg, Germania, în 1907. A fost descrisă formal în anul următor de antropologul german Otto Schoetensack, care l-a făcut specimenul tip al unei noi specii, Homo heidelbergensis. El a creat o nouă specie în primul rând datorită arhaicității mandibulei – în special dimensiunea enormă a acesteia – și era pe atunci cea mai veche mandibulă umană din registrul fosil european cu o vechime de 640.000 de ani. Mandibula este bine conservată, lipsind doar premolarul stâng, o parte a primului molar stâng, vârful procesului coronoid stâng și fragmente ale secțiunii medii, deoarece mandibula s-a găsit în două bucăți și a trebuit să fie lipite împreună. Pe baza ușoarei tociri a molarului 3 este posibil ca mandibula să fi aparținut unui adult tânăr. În 1921, a fost descoperit craniul Kabwe 1 de către minerul elvețian Tom Zwiglaar în Kabwe, Zambia (pe atunci Rhodesia de Nord), și a fost asignat unei noi specii,  "H. rhodesiensis", de paleontologul englez Arthur Smith Woodward. Acestea au fost două dintre numeroasele specii presupuse ale omului din Pleistocenul mijlociu care au fost descrise în prima jumătate a secolului XX.
În 1950, Ernst Mayra a decis să definească doar 3 specii de Homo: „H. transvaalensis” (australopitecine), H. erectus (inclusiv mandibula Mauer și diverși taxoni africani și asiatici) și Homo sapiens (inclusiv orice altceva mai tânăr decât H. erectus, cum ar fi oamenii moderni și neanderthalii). Mayr le-a definit ca o descendență secvențială, fiecare specie evoluând spre următoarea (cronospecie). Deși mai târziu, Mayr și-a schimbat opinia asupra australopitecinelor (recunoscând Australopithecus), viziunea sa mai conservatoare asupra diversității umane arhaice a devenit adoptată pe scară largă în deceniile următoare.

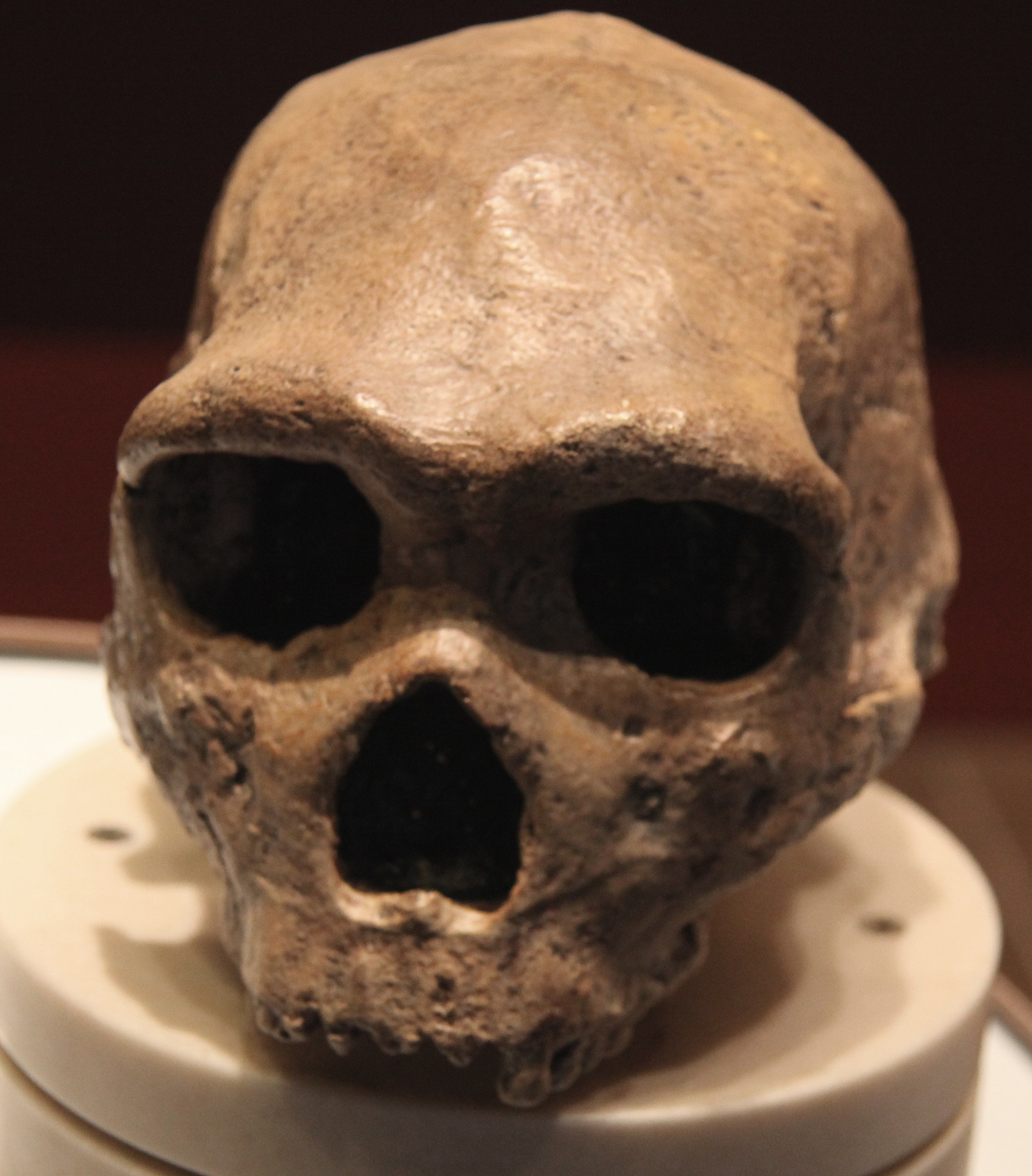
Craniul reconstituit al Petralona 1 la Muzeul Național de Istorie Naturală (SUA)

În 1974, antropologul britanic Chris Stringer a subliniat asemănările între craniile Kabwe 1 și craniile grecești Petralona cu craniile oamenilor moderni  (H. sapiens sau H. s. sapiens) și neandertalieni (H. neanderthalensis or H. s. neanderthalensis). Stringer i-a asignat lui Homo sapiens sensu lato („în sens larg”), ca strămoși pentru oamenii moderni și pentru neanderthali. În 1979, Stringer și antropologul finlandez Björn Kurtén au descoperit că craniile Kabwe și Petralona sunt asociate cu industria cromeriană ca mandibula Mauer și, astfel, au afirmat că aceste 3 populații pot fi aliate între ele. 
Lucrări ulterioare influențate în special de Stringer ale paleoantropologul Ian Tattersall și biologul Phillip Rightmire au raportat diferențe suplimentare între specimenele afro-europene din Pleistocenul mijlociu și H. erectus sensu stricto („în sens strict”, în cazul specimenelor din Asia de Est). În consecință, rămășițele afro-europene de acum 600.000-300.000 de ani – mai ales din Kabwe, Petralona, Bodo și Arago – sunt adesea clasificate ca H. heidelbergensis. În 2010, antropologul american Jeffrey H. Schwartz și Tattersall au sugerat clasificarea tuturor specimenelor din Pleistocenul mijlociu, precum și ale specimenelor asiatice – și anume din siturile chiezești Dali și Jinniushan – H. heidelbergensis. Acest model nu este la fel de universal acceptat. 
După identificarea din 2010 a codului genetic al unor specii umane arhaice unice din Siberia, denumite „Denisovani”, s-a afimat că rămășițele asiatice ar putea reprezenta aceeași specie. Astfel, specimenele asiatice din Pleistocenul mijlociu precum Omul din Dali sau Omul din Narmada, rămân enigmatice. Institutul de paleontologie de la Universitatea Heidelberg, unde se păstrează mandibula Mauer din 1908, a schimbat eticheta din H. e. heidelbergensis în H. heidelbergensis în 2015.

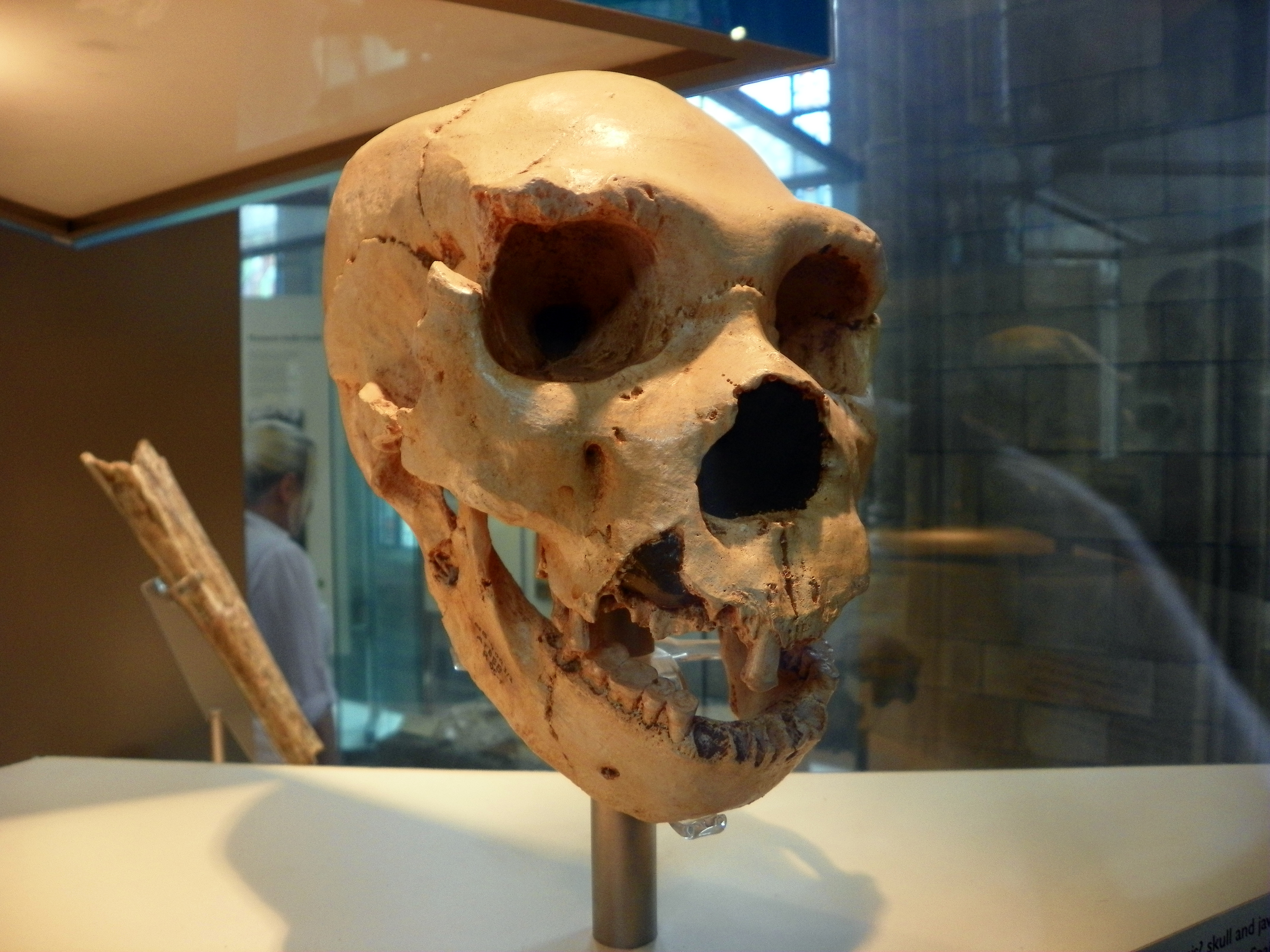
Modelul craniului 5 („Miguelón”) găsit la Sima de los Huesos, Muzeul de Istorie Naturală din Londra

În 1976, la Sima de los Huesos din Sierra de Atapuerca, Spania, paleontologi spanioli au început săpăturile unor rămășițe umane arhaice. Investigația lor asupra sitului a fost determinată de găsirea mai multor rămășițe de urși (Ursus deningeri) de la începutul secolului al XX-lea de către speologi amatori (care, prin urmare, au distrus o parte din rămășițele umane din acea secțiune). Până în 1990, au fost raportate aproximativ 600 de rămășițe umane, iar până în 2004 numărul a crescut la aproximativ 4.000. Acestea reprezintă cel puțin 28 de persoane, dintre care probabil doar una este un copil, iar restul adolescenți și adulți tineri. Ansamblul fosil este extrem de complet, cu cadavre întregi, cu toate elementele corporale reprezentate. În 1997, paleoantropologul spaniol Juan Luis Arsuaga i-a atribuit pe aceștia lui H. heidelbergensis, dar în 2014, el a retras acest lucru, afirmând că trăsăturile asemănătoare neanderthaliene prezente în mandibula Maeur lipsesc oamenilor de la Sima de los Huesos.

## Anatomie

### Craniu

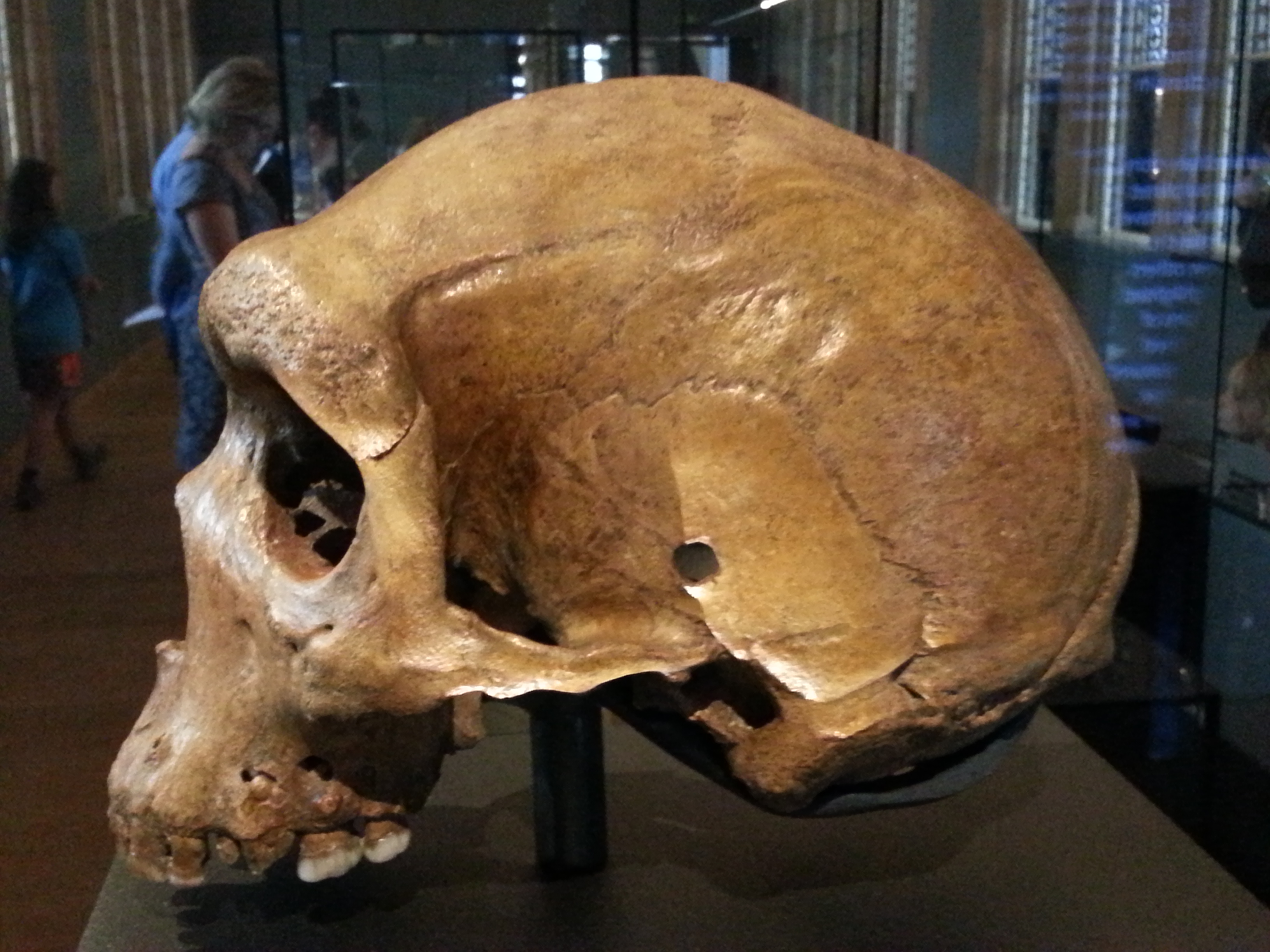
Model al lui Kabwe 1 la Muzeul de Istorie Naturală din Londra

În comparație cu H. erectus / ergaster din Pleistocenul timpuriu, oamenii din Pleistocenul mijlociu au o față mult mai umană. 
În 2004, Rightmire a estimat volumul creierului a 10 oameni din Pleistocenul mijlociu, atribuit lui H. heidelbergensis — de la Kabwe, Bodo, Ndutu, Dali, Jinniushan, Petralona, Steinheim, Arago și 2 de la Sima de los Huesos. Acest set oferă un volum mediu de aproximativ 1.206 cm3, variind de la 1.100 la 1.390 cm3.

De asemenea, el a făcut media volumelor cerebrale de la 30 de specimene H. erectus/ergaster, care se întind pe aproape 1,5 milioane de ani din Asia de Est și Africa, la circa 973 cm3, rezultând un salt semnificativ în dimensiunea creierului.

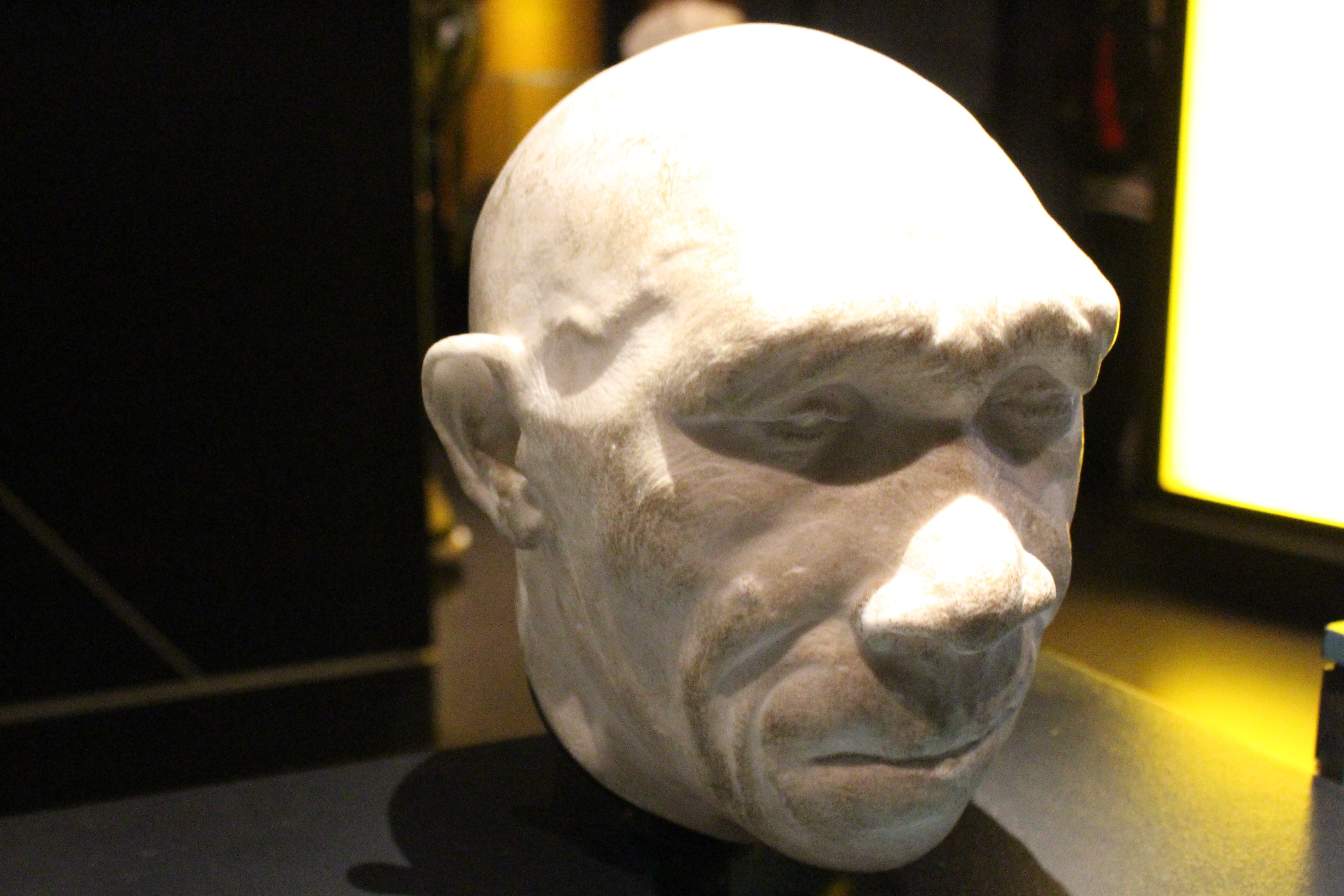
Bustul unui H. heidelbergensis Muzeul de Istorie Naturală din Londra

 Mărimea creierului a fost extrem de variabilă, variind de la 727 la 1.231 cm3 în funcție de perioada de timp, regiunea geografică și chiar între indivizii din aceeași populație. În comparație, pentru oamenii moderni, dimensiunea creierului este în medie de 1.270 cm3 pentru bărbați și 1.130 cm3 pentru femei; și pentru neandertalieni 1.600 cm3 pentru bărbați și 1.300 cm3 pentru femei.
Fața lui H. heidelbergensis este masivă, cu o deschidere nazală largă, o distanță mare între ochi și orificii pentru ochi cu o formă tipică „pătrată” atunci când este privită din față. Arcadele  sprâncenelor sunt mai puțin proeminente decât cele ale omului neanderthalian, dar mai groase. La fel ca toate speciile umane, cu excepția omului modern, maxilarului inferior îi lipsește proeminența bărbiei.

### Corp
Tendințele mărimii corpului până în Pleistocenul mijlociu nu se cunosc din cauza lipsei generale a oaselor membrelor și a rămășițelor non-craniene. Pe baza lungimilor diferitelor oase lungi, oamenii de la Sima de los Huesos au avut în medie aproximativ 169,5 cm pentru masculi și 157,7 cm pentru femele, cu maximum 177 cm respectiv 160 cm. Se estimează că înălțimea unui schelet parțial feminin din Jinniushan a fost destul de înaltă, de aproximativ 165 cm, mult mai înaltă decât femelele Sima de los Huesos. Se estimează că o tibie de la Kabwe a fost de 181,2 cm, printre cele mai înalte specimene din Pleistocen mijlociu. Dacă aceste specimene sunt reprezentative pentru continentele lor, acestea ar sugera că persoanele peste medie până la înalte erau răspândite în întreaga Lume Veche din Pleistocenul mijlociu. Dacă acesta a fost situația, atunci majoritatea tuturor populațiilor oricărei specii umane arhaice ar fi avut, în general, o medie de 165-170 cm înălțime. Oamenii moderni timpurii au fost în mod deosebit mai înalți, rămășițele de la Skhul și Qafzeh având o medie de 185,1 cm pentru masculi și 169,8 cm pentru femele.
Speciile Homo prezintă două orme distincte: o construcție cu piept îngust și gracil ca oamenii moderni și un piept mai larg și construcție robustă ca neanderthalienii. S-a presupus cândva că construcția neanderthală a fost unică pentru neandertalieni pe baza scheletului parțial de H. ergaster KNM WT-15000 („Turkana Boy”), dar descoperirea unor elemente scheletice ale Pleistocenului mijlociu (deși, în general, fragmentare și foarte puține) pare să sugereze că oamenii din Pleistocenul mijlociu prezintă în general o formă neanderthaliană. Astfel, forma umană modernă poate fi unic pentru oamenii moderni, evoluând destul de mult recent. Acest lucru este demonstrat cel mai clar în ansamblul Sima de los Huesos (SH) foarte bine conservat. Pe baza robusteții craniului, s-a presupus că oamenii din Pleistocenul mijlociu prezintă un grad ridicat de dimorfism sexual, dar oamenii SH demonstrează un nivel modern asemănător omului. Oamenii Sima de los Huesos și alți Homo din Pleistocenul mijlociu au un bazin și un femur mai primitivi (mai asemănători cu Homo timpuriu decât cu Neanderthalii).

## Cultură

### Hrană

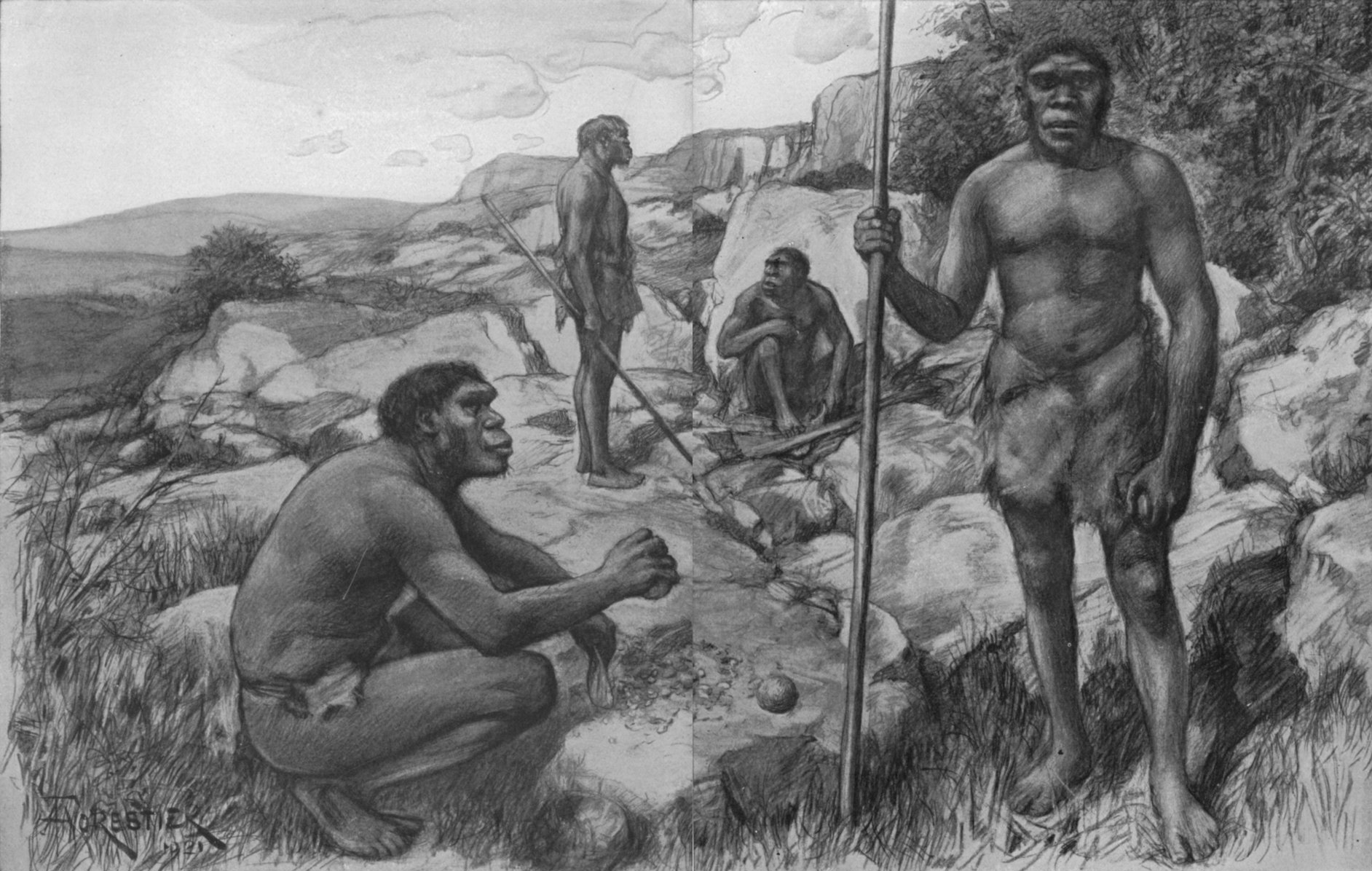
Restaurare din 1922 a unui trib de "H. rhodesiensis"

Comunitățile din Pleistocenul mijlociu, în general, par să fi consumat vânat mare la o frecvență mai mare decât predecesorii săi, carnea devenind o componentă dietetică esențială. Hrana putea fi, în general, variată — de exemplu, locuitorii din Terra Amata par să fi mâncat în principal cerbi, dar și elefanți, mistreți, ibecși, rinoceri și bouri. Siturile africane conțin în mod obișnuit oase de bovine și de cal. 
Creșterea subzistenței cărnii ar putea indica dezvoltarea strategiilor de vânătoare de grup în Pleistocenul mijlociu. De exemplu, la Torralba și Ambrona, animalele ar fi putut fi alergate în mlaștini înainte de a fi ucise, implicând încercuirea și conducerea de către un grup mare de vânători într-un atac coordonat și organizat.
Plantele au fost, de asemenea, consumate frecvent, inclusiv cele disponibile sezonier, dar gradul de exploatare a acestora este neclar, deoarece acestea nu se fosilizează, precum oasele animalelor. Presupunând o dietă bogată în carne slabă, o persoană ar fi avut nevoie de un aport ridicat de carbohidrați pentru a preveni toxicitatea proteinelor, cum ar fi consumul de scoarță de copac, fructe de pădure sau nuci. Situl Schöningen din Germania are în apropiere peste 200 de plante care sunt comestibile crude sau gătite.